# Charles Metzinger
Pour les articles homonymes, voir Metzinger.
Charles Metzinger, né le 13 août 1929 à Freyming (Moselle) et mort le 10 septembre 1996 à Nancy (Meurthe-et-Moselle), est un enseignant et homme politique français. 

## Détail des fonctions et des mandats
Mandats locaux
- 21 mars 1965 - 21 mars 1971 : Conseiller municipal de Freyming
- 1er octobre 1967 - 17 mars 1985  : Conseiller général de la Moselle pour le canton de Freyming-Merlebach
- 21 mars 1971 - 18 juin 1995 : Maire de Freyming-Merlebach
- 18 juin 1995 - 10 septembre 1996 : Conseiller municipal de Freyming-Merlebach

Mandats parlementaires
- 21 juin 1981 - 1er octobre 1992 : Député de la 5e circonscription de la Moselle[1]
- 27 septembre 1992 - 10 septembre 1996  : Sénateur de la Moselle